# 바소리

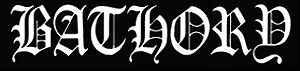

바소리(Bathory)는 1983년 3월 결성된 스웨덴의 블랙 메탈 밴드이다. 헝가리의 백작 바토리 에르제베트의 이름을 따서 지어진 이 밴드는 블랙 메탈과 바이킹 메탈의 선구자들로 간주된다.

## 디스코그래피

### 스튜디오 음반
- Bathory (1984)
- The Return…… (1985)
- Under the Sign of the Black Mark (1987)
- Blood Fire Death (1988)
- Hammerheart (1990)
- Twilight of the Gods (1991)
- Requiem (1994)
- Octagon (1995)
- Blood on Ice (1996)
- Destroyer of Worlds (2001)
- Nordland I (2002)
- Nordland II (2003)

### 컴필레이션 음반
- Jubileum Volume I (1992)
- Jubileum Volume II (1993)
- Jubileum Volume III (1998)
- Katalog (2001)
- In Memory of Quorthon (2006)